# Museo Usina Molet

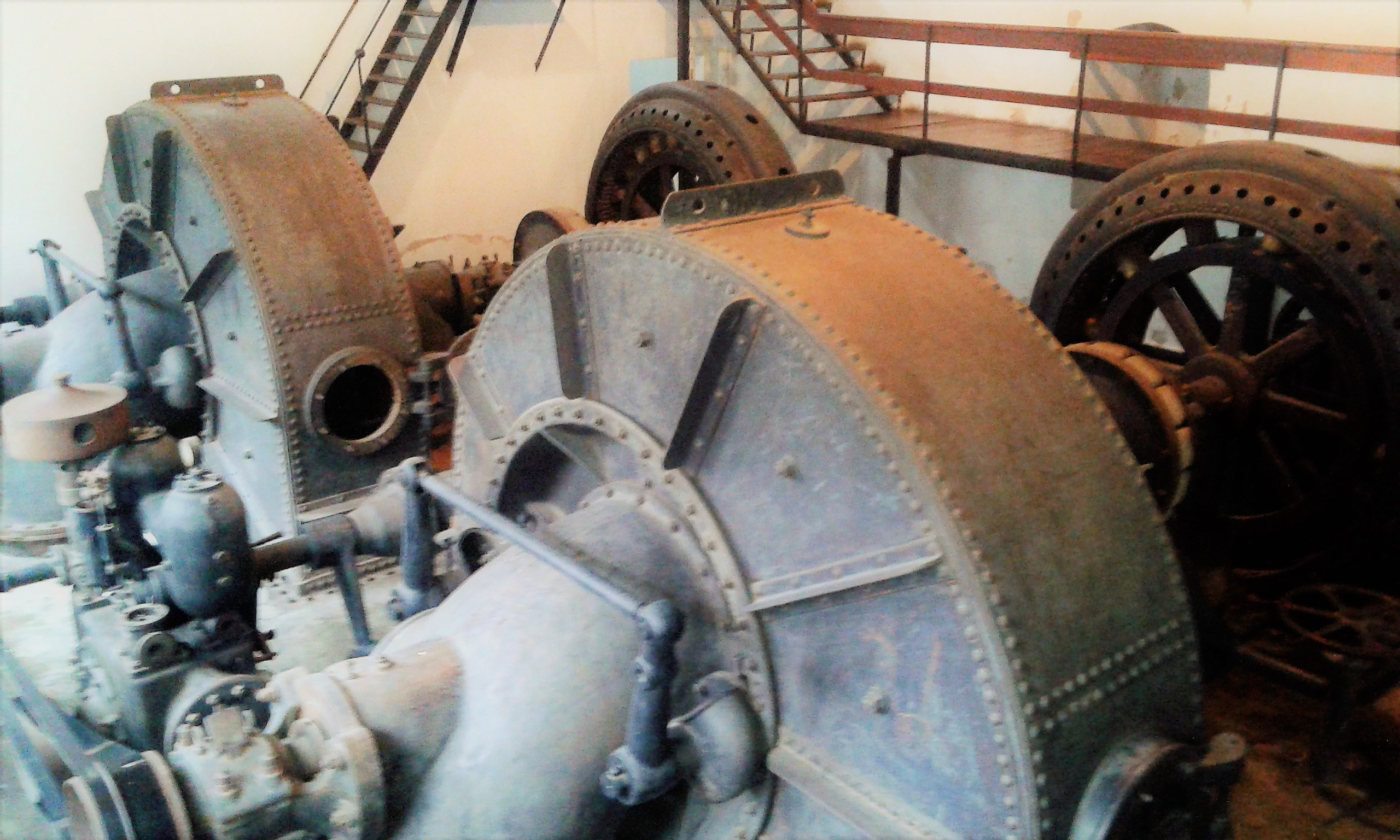
Turbinas y generadores del Museo Usina Molet

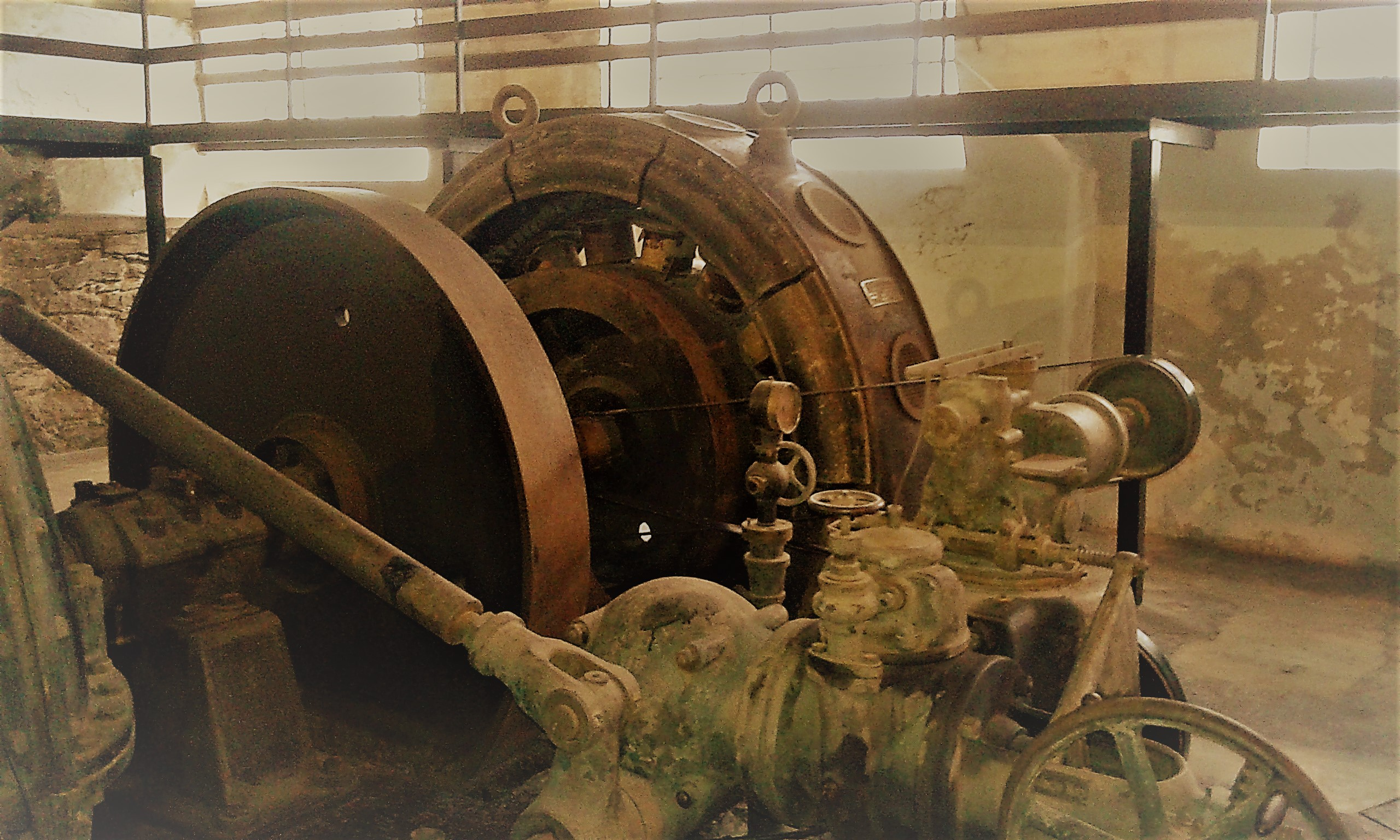
La turbina y generador más antiguos

El Museo Usina Molet (MUM), está ubicado a orillas del río Suquía en la región del Valle de Punilla, provincia de Córdoba (Argentina), en el kilómetro 22 sobre la  Ruta Provincial E 55 .

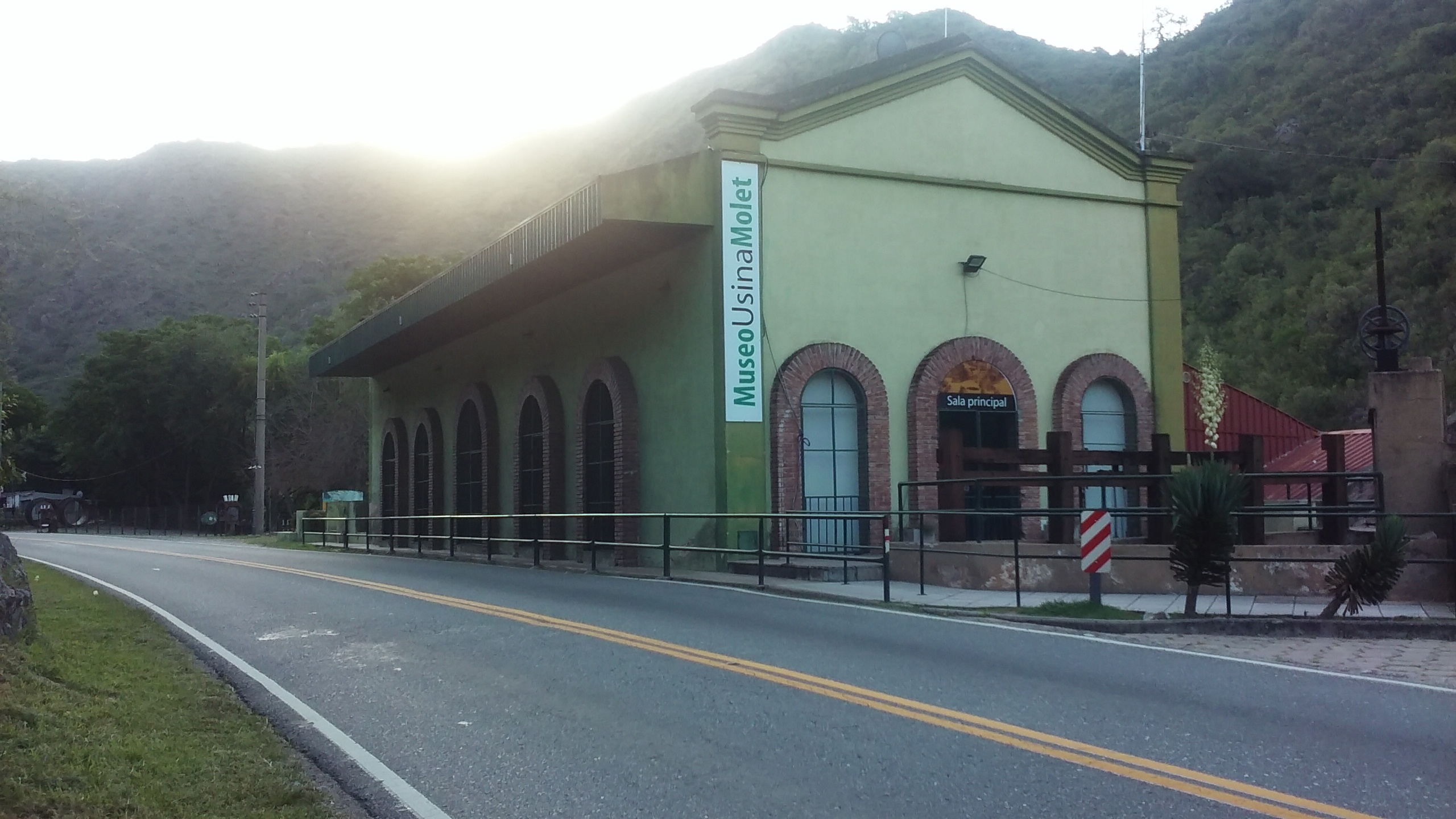
Edificio central de la Vieja Usina Molet

Se trata de la recuperación de una antigua usina hidroeléctrica construida para fabricar carburo de calcio sobre el río Suquía en 1903. También se exponen materiales de la Usina Casa Bamba, ubicada en las cercanías —la primera central hidroeléctrica de la Argentina— y del antiguo Dique San Roque, que fue posteriormente reemplazado por uno más nuevo; éste reemplazó las dos centrales hidroeléctricas más antiguas, que quedaron en desuso.
El museo es el edificio con muchos de sus controles eléctricos y turbinas de la central originales. Consta de tres niveles:
- el nivel superior y de acceso llamado Sala Ingreso con una muestra permanente acerca del origen y la historia de las instalaciones, y otras temporarias
- debajo la Sala de Piedra o salón intermedio: una colección de medidores que recorre la historia de estos aparatos de energía eléctrica, varias vitrinas donde se expone otros tipos de instrumentos y herramientas, también aquí se encuentra una recreación de una oficina de época y del taller
- en el nivel inferior esta Sala de máquinas, la usina propiamente dicha, donde pueden ver de cerca las antiguas turbinas hidroeléctricas, los generadores de electricidad (marca Brown Boveri, hoy ABB) y la sala del tablerista.[3][4]

Próximo al edificio principal se encuentra el paredón que es el dique San Roque original. El cual en su momento fue controvertido, objeto de cuestionamientos técnicos hacia los proyectistas, quienes incluso llegaron a ser encarcelados, las unas instalaciones fueron operativas por más de 50 años e incluso soportaron un sismo en 1955 de 6,9 escala de Richter.

## Creación
De los mismos trabajadores de la compañía eléctrica estatal cordobesa (Empresa Provincial de Energía de Córdoba EPEC), surgió el proyecto de rescatar y restaurar una cantidad de material histórico como reconocimiento a los pioneros del aprovechamiento eléctrico. En su época el dique y embalse fue la mayor estructura de su tipo en el mundo, albergando 250 millones de metros cúbicos de agua).
Fue inaugurado el 18 de mayo de 2005, con un objetivo netamente pedagógico de acerca al público las maquinarias y procesos hidroeléctricos.